# Burows lösning
Burows lösning är en vattenlösning bestående av aluminiumacetat/acetotartrat. Lösningen infördes av den tyske kirurgen Karl August Burow (1809–1874). 
Aluminiumsalter har adstringerande egenskaper och tartratjonen kan genom komplexbildning hålla vissa katjoner (t.ex. Al3+, Sn2+, Sb3+), som annars gärna skulle hydratiseras, protolyseras och bilda svårlösliga basiska salter, i lösning. Burows lösning har förutom adstringerande även antibakteriella egenskaper, och används inom medicinen för att behandla olika hudåkommor såsom insektsbett. Burows lösning används också för att förebygga och behandla extern otit, inflammation i yttre hörselgången. Burows lösning är kommersiellt tillgänglig under namnet Otinova.
Närstående produkter är alsollösning och alsolsprit som också innehåller aluminiumacetotartrat.